# Cerami
Cerami (Cirami in siciliano) è un comune italiano di 1 883 abitanti del libero consorzio comunale di Enna in Sicilia.

## Geografia fisica

### Territorio
È un comune situato nel Parco dei Nebrodi.

### Clima
| CERAMI             | Mesi | Mesi | Mesi | Mesi | Mesi | Mesi | Mesi | Mesi | Mesi | Mesi | Mesi | Mesi | Stagioni | Stagioni | Stagioni | Stagioni | Anno |
| CERAMI             | Gen  | Feb  | Mar  | Apr  | Mag  | Giu  | Lug  | Ago  | Set  | Ott  | Nov  | Dic  | Inv      | Pri      | Est      | Aut      | Anno |
| ------------------ | ---- | ---- | ---- | ---- | ---- | ---- | ---- | ---- | ---- | ---- | ---- | ---- | -------- | -------- | -------- | -------- | ---- |
| T. max. media (°C) | 10,1 | 11,3 | 13,6 | 12,4 | 22,4 | 24,8 | 26,4 | 27,8 | 26,9 | 20,9 | 15,7 | 11,4 | 10,9     | 16,1     | 26,3     | 21,2     | 18,6 |
| T. min. media (°C) | 3,5  | 3,6  | 5,2  | 14,8 | 14,8 | 15,7 | 18,3 | 20,6 | 12,0 | 11,5 | 8,2  | 5,3  | 4,1      | 11,6     | 18,2     | 10,6     | 11,1 |

## Origini del nome
L'etimologia del nome ha probabilmente origine dal greco kamos, καμος, il cui significato è argilla cotta, o anche da kamas, macigno. Secondo un'altra ipotesi l'origine potrebbe anche trovarsi nel ricordo di una cittadina greca dell'Asia Minore, di nome Kerme, che sorgeva sulle rive del golfo omonimo. I Kerameikos era un popolo dell'Attica che si insediarono nella Sicilia meridionale. Un alto feudatario di Ruggero il Normanno, si chiamava Theophanes Kameus, progettista, forse, della Cappella Palatina di Palermo.

## Storia
Il territorio era già frequentato in epoca preistorica, come dimostra il ritrovamento del complesso di menhir, trovato ai piedi del Monte Mersi, che probabilmente aveva funzioni astronomiche.
Le origini del borgo sono antiche, e con ogni probabilità risalgono ai greci. I reperti archeologici venuti alla luce nei saggi di scavi effettuati in via Roma nel 1971 fanno collocare le origini di Cerami tra il IV ed il V secolo a.C. La carenza di fonti impedisce la ricostruzione della storia delle origini di Cerami.
Per avere notizie più affidabili, ma non sempre complete, dobbiamo arrivare ai Normanni. Ed è dei normanni l'impronta più duratura, con riflessi giunti fino ai nostri giorni. Una via del paese porta il nome di Serlone, e, una tradizione locale vuole che essa sia stata percorsa dall'eroe nel giorno della sua tragica fine.

### La processione dell'alloro e i santi protettori
La processione dell'alloro, detta a 'ntrata u lauru, ricorda il trionfale ingresso dei normanni a Cerami. E ancora la tradizione popolare attribuisce a questo popolo il nome di alcune contrade, come quelle di Ruggero, Mille e Evangelico. Soprattutto nel culto religioso, nella particolare devozione ad alcuni santi, i normanni lasciarono l'impronta più duratura, specie per l'opera che condussero in seguito alla ben nota Battaglia di Cerami. Non esistono documentazioni di chiese di Cerami, prima di quelle fatte costruire da Ruggero d'Altavilla e dai suoi immediati successori. Le prime infatti pare siano quelle di San Giorgio e San Michele, due santi che secondo la leggenda intervennero nella battaglia combattuta dai Normanni contro i Saraceni nel 1063 nei pressi di Cerami, favorendo la vittoria dei cristiani.
La chiesa di San Giorgio non esiste più, quella di San Michele, soggetta a trasformazioni nel tempo, è in gran parte crollata. Varie sono le interpretazioni circa la leggenda dell'apparizione di San Giorgio, leggenda che venne cantata da Giuseppe Fedele Vitale, Lionardo Vigo e Tommaso Balli. Secondo la leggenda locale intervenne pure alla battaglia San Michele Arcangelo, verso cui la devozione è ancora viva. Tangibile fu altresì a Cerami l'impronta del nucleo "lombardo". Questo paese, sebbene non figuri tra gli oppida lombardorum, tuttavia, dà testimonianza che ebbe la presenza di latini e lombardi.

### Greci e Latini
Gli abitanti di Cerami son prevalentemente greci, ma anche la presenza di latino-lombardi è dimostrata da un diploma del 1170. La presenza dei due gruppi, il latino e il greco, viene confermata dalla struttura del paese, dai nomi dei quartieri e delle chiese. Infatti la descrizione del castrum e del borgo, del nucleo dei latini e della borghesia rimasta prevalentemente greca, fatta dal Nicolosi e dal Peri, si addice perfettamente a Cerami, dove è chiaro, meglio ancora lo era nel passato, il limite tra il castrum e il borgo. Alla presenza della popolazione di origine greca si debbono, in questa zona del paese, due chiese non più esistenti, quella di Santa Lucia e quella di Santa Maria dell'idra, e, fuori dall'abitato di una edicola dedicata a San Marco.

### I Vespri siciliani, la famiglia Rosso e la famiglia Girolamo
Cerami partecipò alla rivoluzione dei Vespri siciliani intervenendo all'assedio contro Sperlinga. In seguito si dichiarò contro i feudatari legati ai reali di Angiò, durante la guerra civile tra i baroni latini e i baroni catalani (1337-1354). Fu per diversi secoli dominio feudale dei Rosso, che la dominarono tra alterne vicende e accanite lotte con gli Spatafora e Palizzi.
Sotto Girolamo e sua moglie Caterina, Cerami godette di un periodo di maggiore splendore nel campo delle opere pubbliche e dell'attività artistica. È intorno a questi anni che si costruisce la chiesa di Sant'Ambrogio, oggi chiesa madre. Nel 1516, Vincenzo Girolamo, figlio di Girolamo e di Caterina, ricevette l'investitura di Cerami e di Militello. Francesco Rosso, nel 1663, da Filippo IV ottenne il privilegio del titolo di principe di Cerami e la carica di Gran Gonfaloniere. Il paese intanto si sviluppa. Cresce il numero degli abitanti; si costruiscono altre chiese. L'antico castrum comincia ad estendersi e a collegarsi con il borgo Scino. Da Nicosia, da Capizzi, da Mistretta, si fanno venire bravi maestri per eseguire delle opere.

### L'Ottocento e l'era moderna
L'Ottocento fu un secolo di ulteriore risveglio nella vita di Cerami. La famiglia Rosso è sempre la guida del paese, tranne qualche parentesi. Cresce ancora la popolazione, che nel 1852 arriva a 5 162 unità. Il centro della vita paesana si sposta verso sud. Due avvenimenti scuotono, in questo periodo, la vita di Cerami. Nel 1848 il popolo si ribella contro la tassa sul macinato. Nel 1860, durante disordini popolari, viene trucidata la famiglia Fego. Cerami non rimase estranea agli ideali risorgimentali, mazziniani, repubblicani, tenuti vivi da due uomini, Francesco Paolo Schifani prima, torturato dai borbonici, e l'avvocato Giuseppe Anello poi, che agiva in stretto rapporto di collaborazione con Antonio Giuseppe Schiaccitano di Capizzi. L'Anello lasciò delle lettere di Mazzini, andate smarrite o distrutte. Si restaurano, si abbelliscono in questo secolo, le chiese. La borghesia locale acquista una certa potenza; gareggia, o cerca di gareggiare, con le famiglie nobili dei paesi vincitori, insegue la ricchezza, mira ai posti di comando. Non mancano esperti muratori, scalpellini, falegnami, come dice Pagliaro Bordone, accanto ai quali lavorano altri venuti da fuori. Non c'era infatti a Cerami un artigianato come a Nicosia, Capizzi, Troina, dove gli artigiani erano quasi degli artisti e formavano maestranze, pur attingendo e copiando da varie e diverse scuole. Langue la vita religiosa, malgrado le frequenti feste in onore dei vari santi.

## Società

### Evoluzione demografica
Abitanti censiti

## Monumenti e luoghi d'interesse
Fino al secolo scorso vi erano ben ventiquattro chiese. Oggi ne esistono solo nove, di cui sette nel centro abitato: la matrice, dedicata a Sant' Ambrogio, Sant'Antonio abate, Madonna del Carmelo, San Sebastiano, San Benedetto, San Giuseppe delle anime del purgatorio, San Biagio, e due in zone rurali, anche se oggi risultano lambite dall'espansione edilizia: la chiesetta del Crocifisso, detta del Signore della Santetta, ed il santuario della Madonna della Lavina. Inoltre sono ancora visibili, ai piedi della rocca del castello, lato nord-est, i ruderi della chiesa di San Michele, e dell'omonimo convento. Nel contesto dell'architettura ceramese va segnalato il portale di casa De Angelis, nella centrale via Umberto, che, viste le sue condizioni quasi fatiscenti, rischia di andare perduto.

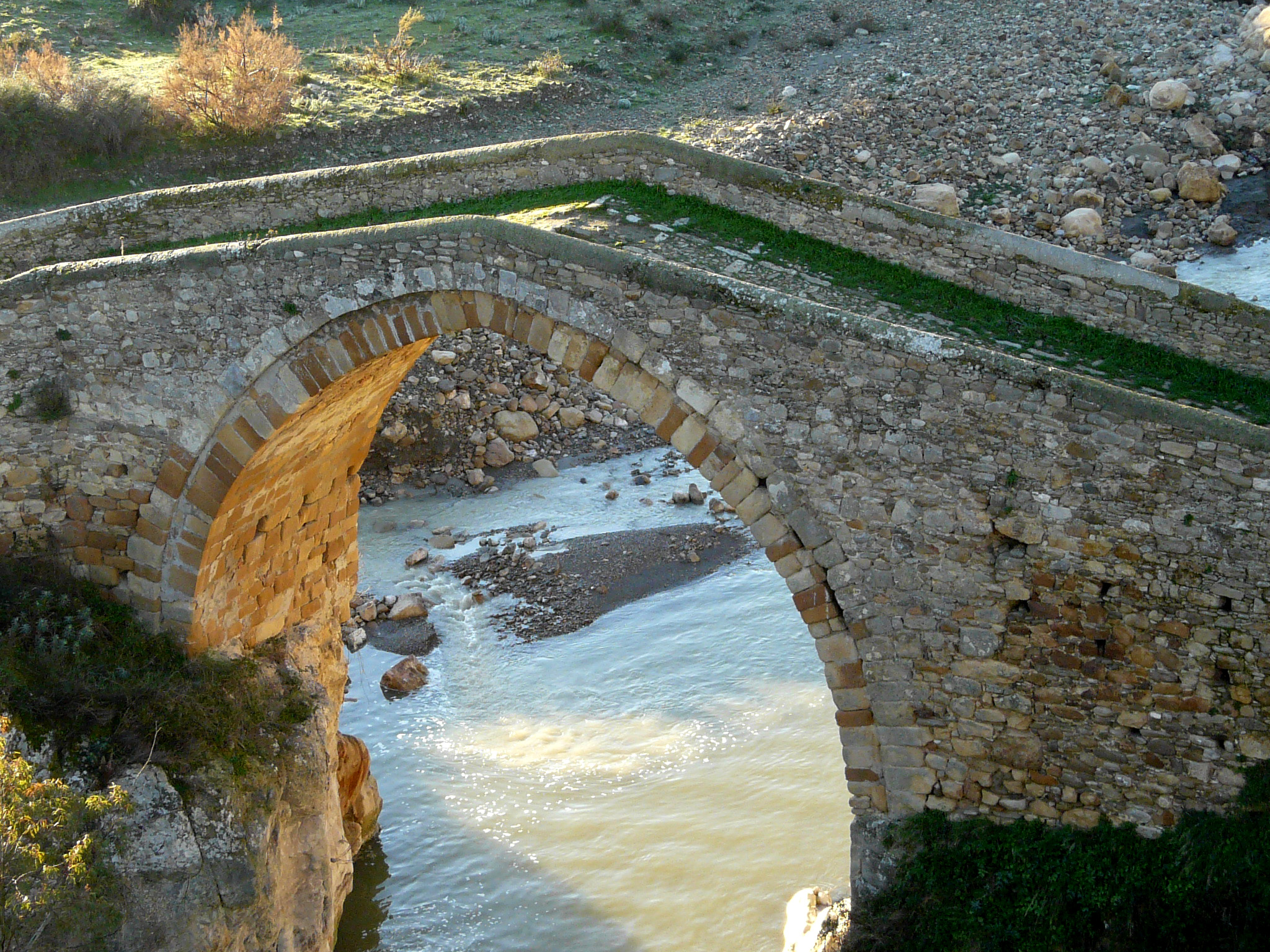
Ponte Vecchio o ponte di Cicerone

Fuori dal centro abitato è presente il cosiddetto Ponte Vecchio (o ponte di Cicerone), un antico ponte costruito in epoca normanna in uno dei crocevia più importanti della Sicilia medievale.

### Architetture religiose
- Chiesa madre.
- Chiesa di Sant'Antonio abate
- Chiesa della Madonna del Carmelo. Varie ed estese sono le discordanze sull'epoca di erezione di questa chiesa. Gli storici sono giunti alla conclusione che intorno al 1530 venne eretto il Convento dei Carmelitani con annessa una chiesetta, la quale nel 1620 venne ingrandita, o parzialmente ricostruita ed abbellita dal portale. L'ipotesi è confortata dall'esame stilistico del tempio. Particolarmente bello ed originale è, nella sua entità, il gruppo del portale di chiara intonazione barocca. In questa chiesa si trova uno dei trentatré crocifissi lignei scolpiti da Frate Umile da Petralia. Si tratta di un'opera, quella di Cerami, da collocare nel periodo della piena maturità artistica del Francescano.
- Chiesa di San Sebastiano. Fino al 1600 una chiesa dedicata a San Sebastiano sorgeva vicino a Porta Umbria, ad occidente del castello. Fu nel 1612 che per iniziativa di un sacerdote si decise di costruire, in onore dello stesso santo, una nuova chiesa, la quale sorge poco distante dalla vecchia, di cui oggi sono visibili due archi. L'attuale chiesa di San Sebastiano ha subito, nel tempo, lavori di restauro, nonché aggiunte e modifiche, e fu, agli inizi del secolo scorso, causa di un'accesa lite tra l'omonima confraternita ed il clero locale, a causa delle prepotenze di quest'ultimo. La chiesa è ad unica navata. La facciata è severa, inquadrata da pilastri e da paraste bugnate. La decorazione è sobria. Nel complesso la chiesa mostra i caratteri essenziali dell'architettura tardorinascimentale.
- Chiesa di San Benedetto. Nessuna notizia precisa si ha sulla data di erezione. La sua conoscenza è legata al santuario della Madonna della Lavina. Dall'esame stilistico si può dedurre che questa chiesa, nella sua attuale struttura, tranne la facciata, risale alla prima metà del Settecento. Le suore benedettine, andato distrutto il loro monastero, che sorgeva in contrada Lavina, dove oggi sorge il santuario omonimo, si sarebbero trasferite in uno nuovo, costruito in un quartiere, in quel tempo periferico rispetto al centro abitato, ma non sappiamo quando ciò avvenne. Il monastero, nel secolo scorso, venne incamerato dallo Stato ed in seguito alienato in favore dei privati, che lo trasformarono in case di abitazione. La chiesa è a pianta centrale, di tipo tardobarocco. Belli e delicati gli stucchi. In questa chiesa si conservano la preziosa pala trecentesca della Madonna della Lavina ed una tela, raffigurante l'Assunta, di Giuseppe Rapisardi. Si sa che vi erano molte altre opere artistiche di gran pregio.

## Tradizioni e festività
Nel paese, i festeggiamenti in onore dei santi sono il fulcro delle tradizioni locali. Le feste religiose sono sei, oltre quella del venerdì santo. Due, quella in onore di San Michele e l'altra detta dell'"Incontro", a maggio e quattro nel periodo estivo, in onore di Sant'Antonio Abate, della Madonna del Carmelo, di San Sebastiano, protettore della città e della Madonna della Lavina. Particolare curioso: è quasi ignorato il patrono, Sant' Ambrogio Vescovo.

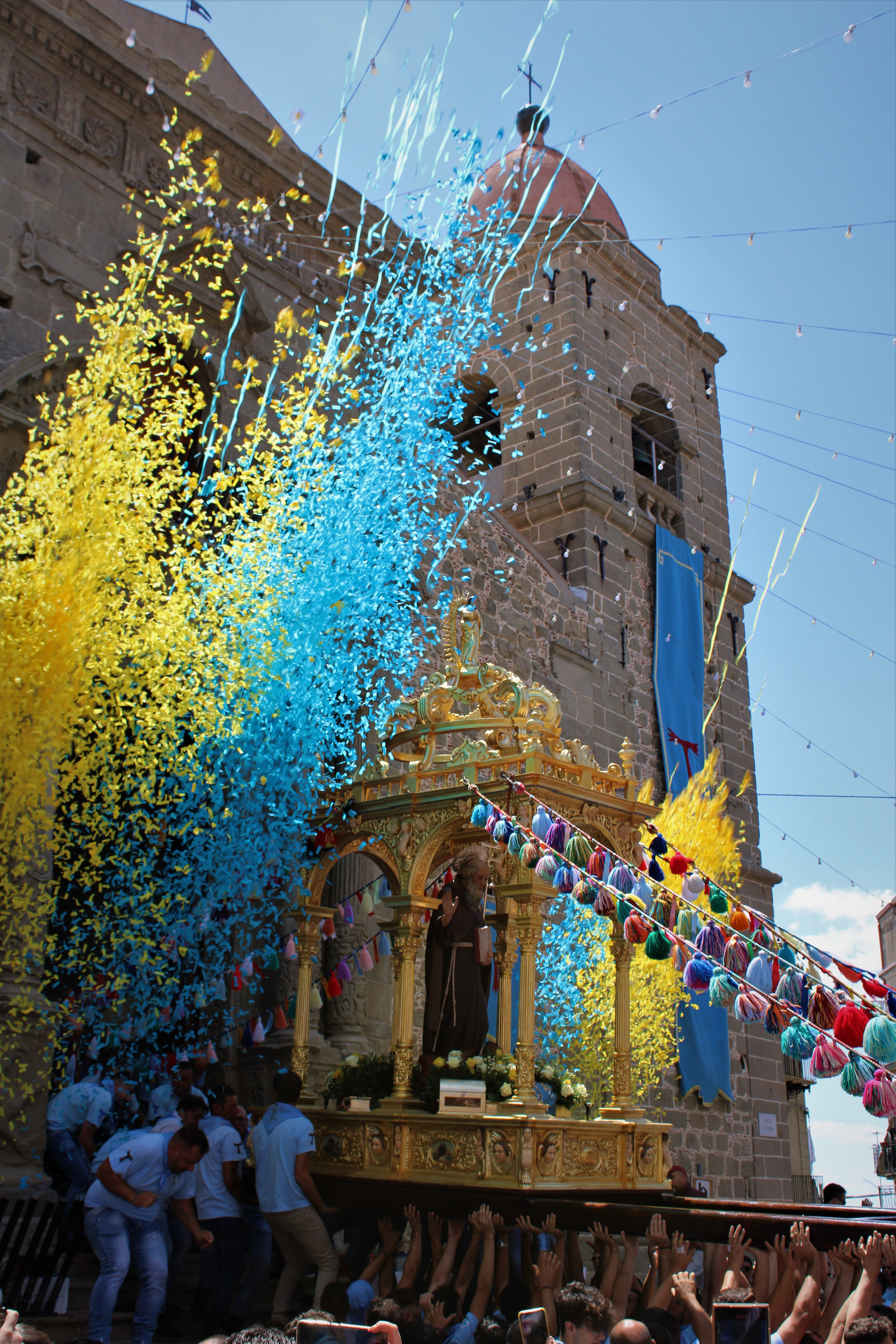
A' Nisciuta, Trionfale uscita di Sant'Antonio Abate, Ultima domenica di luglio

Le festività, quasi tutte concentrate nel periodo estivo, hanno inizio il penultimo sabato del mese di maggio, con i festeggiamenti in onore di San Michele Arcangelo. La prima domenica di luglio avviene la "Festa dell'incontro" che vede sfilare in processione la statua di San Michele Arcangelo, la statua di San Giuseppe e la tavola quattrocentesca di Maria Santissima di Lavina, saranno quest'ultimi due i protagonisti dell'incontro.  
L'ultima domenica di luglio ha luogo la Festa di Sant'Antonio Abate, inserita nel 2021 all'interno della Rete Italiana per la Salvaguardia e Valorizzazione delle feste di Sant'Antonio Abate. La festa, preceduta il giorno prima dalla "Cavalcata", si caratterizza per la "Nisciuta", ossia la trionfale uscita del santo, posto sull'artistico fercolo.  
La seconda domenica di agosto si celebra la ricorrenza della Madonna del Carmelo. Il 28 si festeggia il Protettore San Sebastiano. Questa ricorrenza è preceduta il giorno 27 dalla "Ntrata u lauru": si tratta di una sfilata di bandiere di alloro che i credenti portano di peso sulla testa. La sera precedente in ognuna di queste feste, ogni confraternita annuncia l'evento con rulli di tamburo, portando in processione le reliquie dei rispettivi Santi per le vie del paese, per giungere con i vespri nelle chiese interessate. Le festività si chiudono il 7 e l'8 settembre con le celebrazioni in onore della Madonna della Lavina della quale sono devoti tanto i ceramesi quanto le popolazioni dei paesi vicini.

## Sport
Il calcio è lo sport più praticato. Le rappresentative locali attive in questo ambito sono: la Polisportiva Dilettantistica Libertas Cerami, fondata nel 1978 che ha navigato per buona parte della sua storia tra Prima e Terza Categoria e la ASD Viola 2010, anch'essa protagonista nelle serie inferiori regionali e attiva anche in ambito femminile con una squadra di calcio a 5.

## Amministrazione
Di seguito è presentata una tabella relativa alle amministrazioni che si sono succedute in questo comune.
| Periodo        | Periodo           | Primo cittadino               | Partito              | Carica  | Note   |
| -------------- | ----------------- | ----------------------------- | -------------------- | ------- | ------ |
| 12 giugno 1985 | 23 maggio 1990    | Luigi Proto                   | Democrazia Cristiana | Sindaco | [ 14 ] |
| 5 giugno 1990  | 26 giugno 1994    | Luigi Proto                   | Democrazia Cristiana | Sindaco | [ 14 ] |
| 27 giugno 1994 | 25 settembre 1996 | Michele Loibiso               | lista civica         | Sindaco | [ 14 ] |
| 25 maggio 1998 | 27 maggio 2003    | Salvatore Sebastiano Ragonese | lista civica         | Sindaco | [ 14 ] |
| 27 maggio 2003 | 17 giugno 2008    | Salvatore Sebastiano Ragonese | lista civica         | Sindaco | [ 14 ] |
| 17 giugno 2008 | 11 giugno 2013    | Michele Pitronaci             | lista civica         | Sindaco | [ 14 ] |
| 11 giugno 2013 | 11 giugno 2018    | Michele Pitronaci             |                      | Sindaco | [ 14 ] |
| 11 giugno 2018 | in carica         | Silvestro Chiovetta           | lista civica         | Sindaco | [ 14 ] |

## Infrastrutture e trasporti
Il comune è interessato dalle seguenti direttrici stradali:
- .dell'Etna e delle Madonie

## Galleria d'immagini

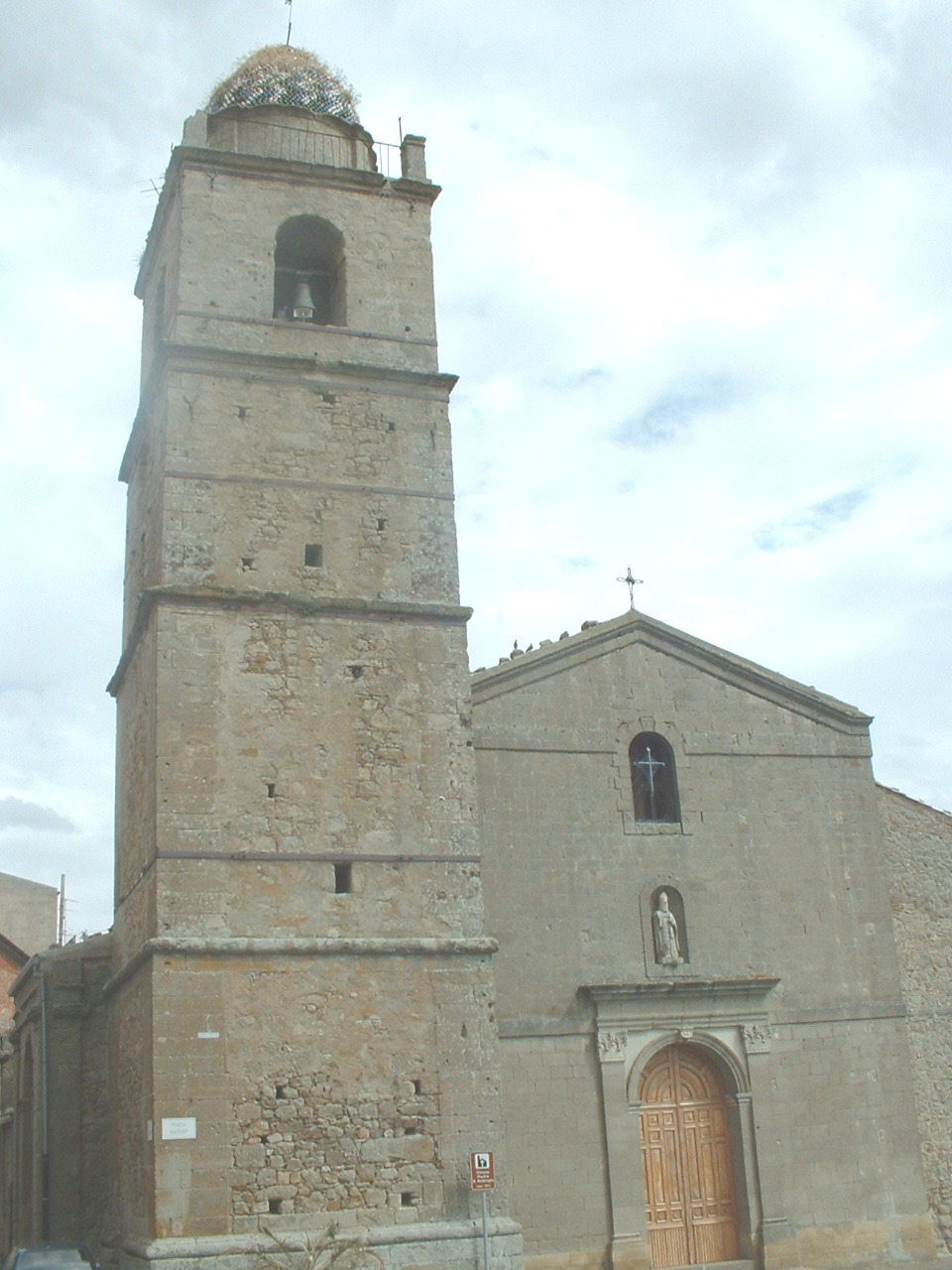
La chiesa madre
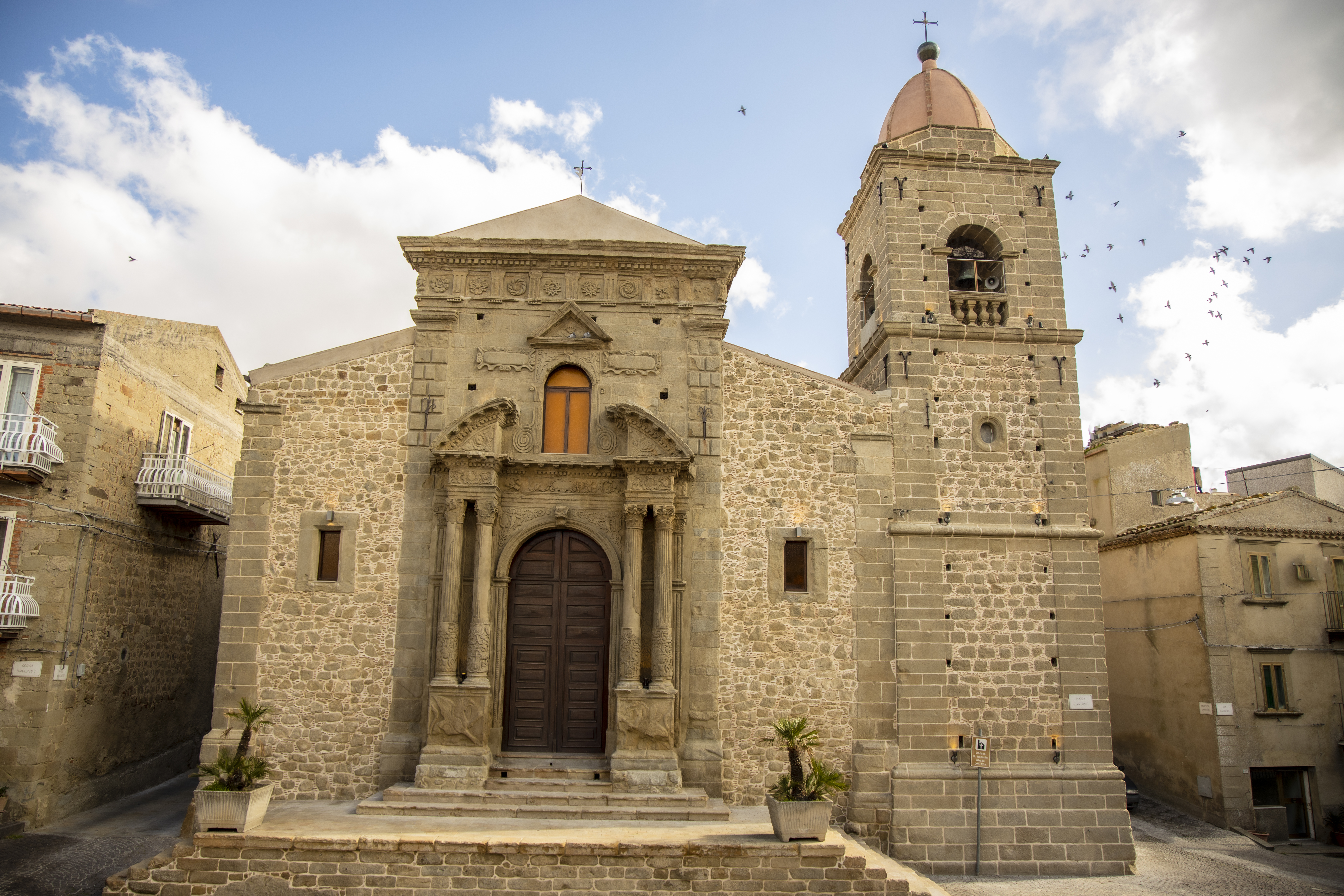
Chiesa Sant'Antonio Abate
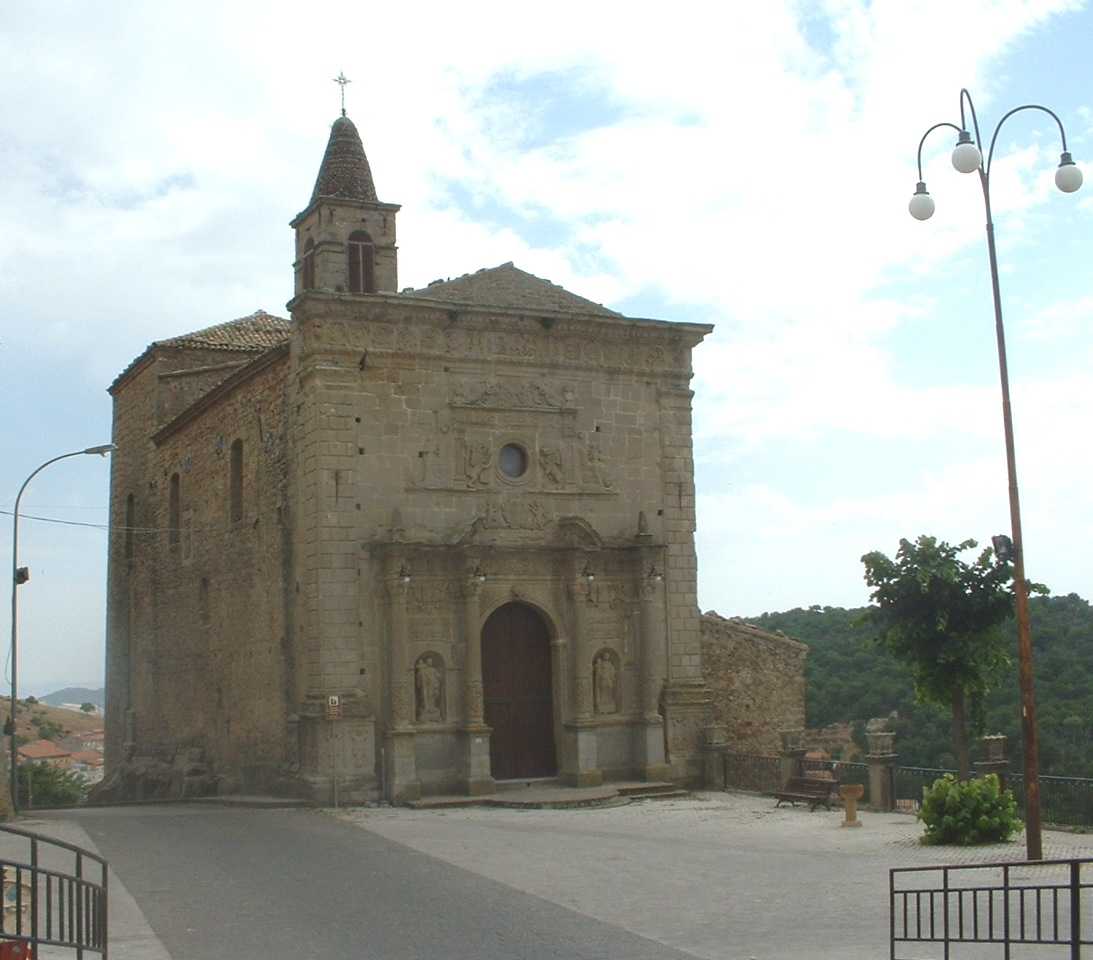
Chiesa di San Sebastiano
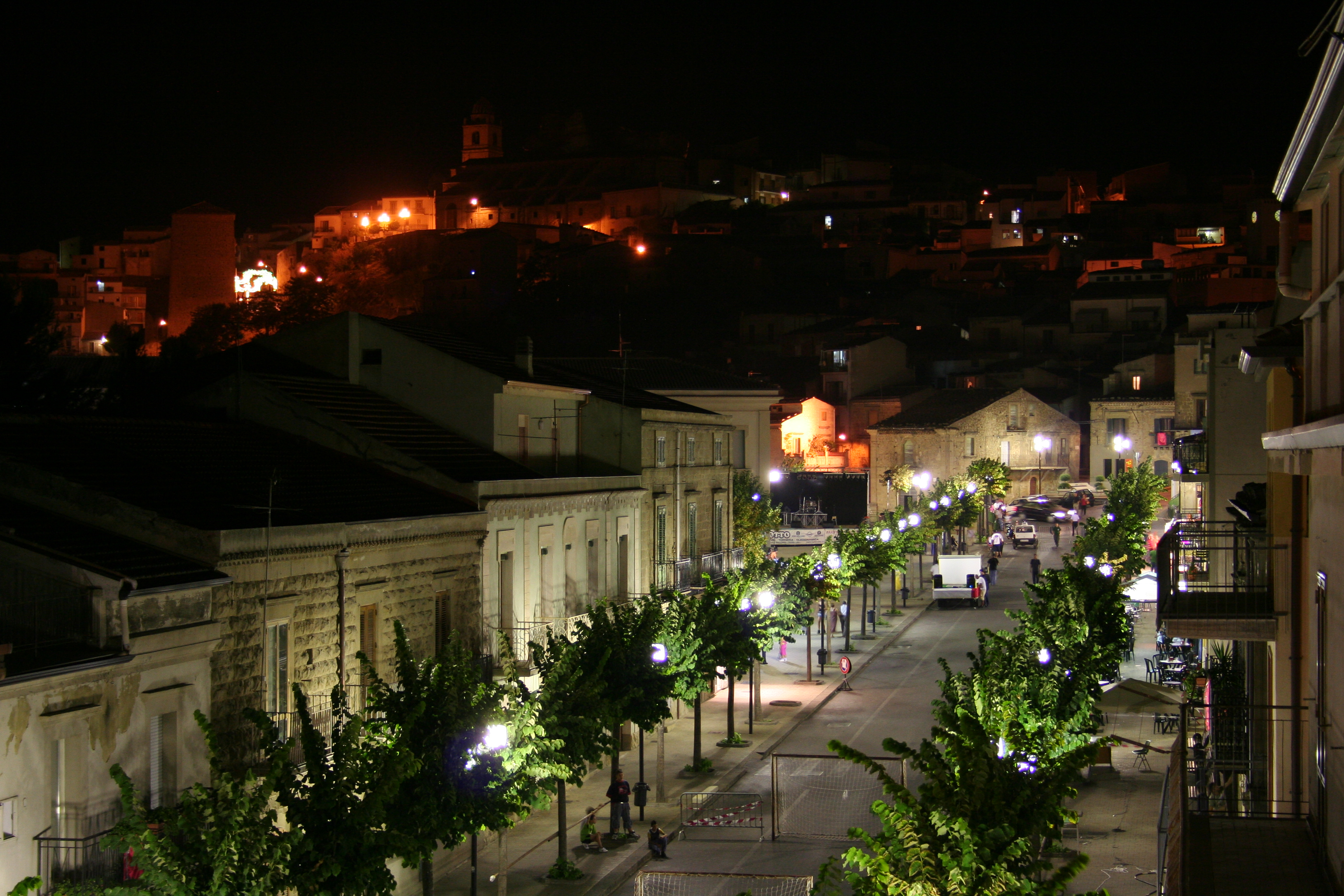
Corso Roma